# Trehörningen (sjö i Finland)
Trehörningen är en sjö i Sjundeå kommun i Finland.   Den ligger i landskapet Nyland, i den södra delen av landet, 30 km väster om huvudstaden Helsingfors. Trehörningen ligger 59 meter över havet. I omgivningarna runt Trehörningen växer i huvudsak barrskog. Arean är 3,9 hektar och strandlinjen är 1,06 kilometer lång. Sjön  ingår i Finska vikens kustområde. 